# The Boarder
The Boarder è un film del 2012, diretto da Jolene Adams e tratto dal romanzo The Boarder di Jane E. Ryan, ispirato ad una storia vera.

## Trama
Annika Williams è un'ex insegnante che ha lasciato la professione per dedicarsi alla famiglia. Un giorno il marito le propone di adottare Carl, un ragazzo senzatetto di undici anni. Dopo un'iniziale ritrosia, dovuta al fatto che la donna conosce l'oscuro passato del ragazzo, Annika accetta la proposta del marito. Ma quando Carl entra a far parte della famiglia, la tranquillità familiare inizia a risentirne.